# Shuiting (sockenhuvudort i Kina, Zhejiang Sheng, lat 29,18, long 119,27)
Shuiting (kinesiska: 水亭畲族乡) är en sockenhuvudort i Kina. Den ligger i provinsen Zhejiang, i den östra delen av landet, omkring 150 kilometer sydväst om provinshuvudstaden Hangzhou. Antalet invånare är 14 929. Befolkningen består av 7 522 kvinnor och 7 407 män. Barn under 15 år utgör 16,0 %, vuxna 15-64 år 67 %, och äldre över 65 år 16,0 %.
Runt Shuiting är det ganska tätbefolkat, med 144 invånare per kvadratkilometer. Närmaste större samhälle är Lanxi, 19,7 km öster om Shuiting. Trakten runt Shuiting består till största delen av jordbruksmark.
Genomsnittlig årsnederbörd är 2 198 millimeter. Den regnigaste månaden är juni, med i genomsnitt 453 mm nederbörd, och den torraste är oktober, med 69 mm nederbörd.